# 27 horas
27 horas és una pel·lícula espanyola de 1986 dirigida per Montxo Armendáriz (el seu segon llargmetratge) i protagonitzada per Martxelo Rubio i Maribel Verdú, amb la participació d'un jove Antonio Banderas.
Es va rodar a Sant Sebastià i en castellà, encara que es va traduir al basc (27 ordu). Es va exhibir a Zinemaldia i es va estrenar el 23 de setembre de 1986. Va obtenir la Conquilla de Plata.

## Argument
Jon, Patxi i Maite són tres joves de Sant Sebastià que s'enfronten a un futur desconcertant amb poques expectatives. Patxi treballa descarregant al port mentre que Jon i Maite són addictes a l'heroïna i aconsegueixen els diners on poden per a obtenir droga.

## Repartiment
- Martxelo Rubio: Jon
- Maribel Verdú: Maite
- Jon San Sebastián: Patxi
- André Falcon
- Josu Balbuena: Xabi
- Michel Duperrer
- Silvia Arrese Igor
- Antonio Banderas: Rafa
- Michel Berasategui
- Esther Remiro
- Francisca Montero
- Pedro Basanta
- Ramon Barea
- Joseba Apaolaza
- Mikel Garmendia
- Ramon Agirre
- Mariasun Casares
- Agustín Arévalo
- Guillermo Iturritza
- Elena Ibáñez
- Patxo Telleria
- José Luis Fernández
- Kike Diaz de Rada